# 마산대학교
마산대학교(馬山大學校, Masan University)는 대한민국 경상남도 창원시에 소재한 사립 전문대학이다.

## 연혁
1956년 5월 30일, 마산간호고등기술학교가 공립으로 설립되었다. 1962년 2월 7일 대한민국 간호고등기술학교 폐교 명령에 따라 신입생 모집을 중단하고 폐교하였다가, 이듬해 4월 9일 다시 개교하였다. 1972년 12월 18일 전문학교로 개편되며 마산간호전문학교로 교명을 변경하였다. 1975년 1월 13일 지금의 경상남도마산의료원 내로 캠퍼스를 이전하고, 1979년 1월 1일 전문대학으로 개편되며 마산간호전문대학으로 개편되었다.
1982년 12월 21일 학교가 공립에서 사립으로 전환되며 학교법인 문화교육원으로 이관되었다. 1983년 3월 1일, 캠퍼스를 지금의 창원시 마산합포구 고운로 66일대로 이전하고, 12월 9일 마산간호보건전문대학으로 교명을 변경하였다. 1985년 3월 1일 캠퍼스를 현재의 캠퍼스 위치인 마산회원구 내서읍 일대로 이전하였다.
1992년 2월 18일 마산전문대학으로 교명을 변경하였다. 1998년 4월 29일 마산대학으로 교명을 변경하고, 2011년 11월 20일 마산대학교로 교명을 변경하며 현재에 이르고 있다.

## 교육편제
마산대학교는 간호, 보건, 보건과학, 인문사회, 공학, 예체능, 군사 등 7개 계열을 자체 편성하고 하위로 28개 학과를 편제하여 전문학사 학위 과정을 교수하고 있다.